# (980) Anacostia
(980) Anacostia es un asteroide perteneciente al cinturón de asteroides descubierto por George Henry Peters desde el Observatorio Naval de los Estados Unidos en Washington, el 21 de noviembre de 1921.

## Designación y nombre
Anacostia recibió al principio la designación de 1921 W19.
Más adelante se nombró por el Anacostia, un río de los Estados Unidos que pasa por la ciudad de Washington.

## Características orbitales
Anacostia orbita a una distancia media del Sol de 2,74 ua, pudiendo acercarse hasta 2,185 ua y alejarse hasta 3,294 ua. Su inclinación orbital es 15,91° y la excentricidad 0,2024. Emplea en completar una órbita alrededor del Sol 1656 días.